# Jonny Wilkinson
Jonathan Peter "Jonny" Wilkinson, född den 25 maj 1979, är en engelsk rugbyspelare, som spelade som fly-half i det engelska rugbylandslaget. Han avgjorde vm-finalen 2003 med en droppspark mot Australien.

## Utmärkelser
- World Rugby Men's Player of the Year,  2003
- BBC Sports Personality of the Year Award,  2003
- World Rugby Hall of Fame
- Kommendör av 2 klass av Brittiska imperieorden
- Officer av Brittiska imperieorden

[Redigera Wikidata]

## Fotnoter
1. ↑  läs online, en.espn.co.uk .[källa från Wikidata]